# رولاند تيري
رولاند تيري (بالإنجليزية: Roland Terry)‏ هو مهندس معماري أمريكي، ولد في 2 يونيو 1917، وتوفي في 8 يونيو 2006.